# 大学生地铁自管站
大学生地铁自管站，简称“大学生自管站”，是由地铁运营公司与地铁站附近高校学生联合管理的车站，自管站中将有高校志愿者参与管理和维持秩序，由在校的大学生参与地铁车站的日常管理，为乘客处理票卡问题，引导站内客流，在站台上接送往来列车。
首个地铁"大学生自管站"启动是在2009年6月25日，由上海地铁第一运营有限公司与上海工程技术大学城市轨道交通学院共同建立的上海地铁9号线松江大学城车站。松江大学城站是以“校企携手共迎文明世博，学生自管畅想地铁未来”为主题的“大学生自管站”。
上海轨道交通七号线也设立了大学生自管站。2009年12月5日在上海大学站的“青春世博号”地铁列车命名仪式上“上海大学大学生地铁志愿者自管站”揭牌。包括上海大学站、南陈路站、上大路站在内的三个“上海大学大学生地铁志愿者自管站”是7号线的大学生自管站。

## 大学生自管站列表
1. 上海地铁9号线松江大学城站，启动日期：2009年6月25日
2. 上海地铁7号线上海大学站，启动日期：2009年12月5日
3. 上海地铁7号线南陈路站，启动日期：2009年12月5日
4. 上海地铁7号线上大路站，启动日期：2009年12月5日